# Ron Dekker

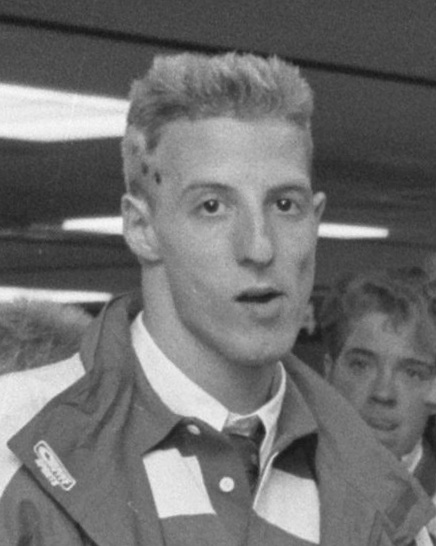
Ron Dekker beim Abflug zu den Olympischen Spielen 1988

Ronald „Ron“ Dekker (* 30. Juni 1966 in Deventer) ist ein ehemaliger niederländischer Schwimmer. Er gewann bei Kurzbahnweltmeisterschaften eine Silbermedaille und bei Sprinteuropameisterschaften einmal Gold und fünfmal Silber.

## Sportliche Karriere
Der 1,93 Meter große Ron Dekker schwamm für den Drachtster Zwem- & Poloclub. Er gewann von 1987 bis 1997 über 20 niederländische Einzeltitel in den Lagen Freistilschwimmen, Brustschwimmen und Lagenschwimmen.
1985 bei den Europameisterschaften in Sofia belegte Dekker den achten Platz über 100 Meter Brust. Zum Abschluss der Wettbewerbe erreichte er noch den sechsten Platz mit der 4-mal-100-Meter-Lagenstaffel. 1986 bei den Weltmeisterschaften in Barcelona belegte Dekker den sechsten Platz im B-Finale über 100 Meter Brust. In der 4-mal-100-Meter-Lagenstaffel wurden Edsard Schlingemann, Ron Dekker, Frank Drost und Patrick Dybiona Siebte.
Bei den Olympischen Spielen 1988 in Seoul erreichte Dekker als Zweiter des B-Finales über 100 Meter Brust den zehnten Rang in der Gesamtwertung, nachdem er beim Ausschwimmen um den achten Finalplatz um 0,08 Sekunden am Ungarn Tamás Debnár gescheitert war. Die 4-mal-100-Meter-Lagenstaffel mit Hans Kroes, Ron Dekker, Frank Drost und Patrick Dybiona erreichte das Finale und belegte den siebten Platz. Bei seinen anderen zwei Starts schied Dekker jeweils im Vorlauf aus. 1989 bei den Europameisterschaften in Bonn erreichte Dekker vier Endläufe. Die 4-mal-100-Meter-Freistilstaffel mit Erik Ran, Ronald Sloeserwij, Richard Granneman und Ron Dekker wurde Siebte. Über 50 Meter Freistil schwamm Dekker auf den fünften Platz, ebenfalls Fünfter wurde er über 100 Meter Brust. Die Lagenstaffel mit Ronald Sloeserwij, Ron Dekker, Erik Ran und Richard Granneman schlug als Achte an.
Anfang 1991 bei den Weltmeisterschaften in Perth schwamm Dekker auf den achten Platz über 100 Meter Brust. Die Lagenstaffel mit Ronald Sloeserwij, Ron Dekker, Casper van Dam und Richard Granneman schlug als Achte an und die 4-mal-100-Meter-Freistilstaffel mit Richard Granneman, Martin van der Spoel, Ronald Sloeserwij und Ron Dekker wurde Siebte. Im August bei den Europameisterschaften in Athen erreichte Dekker nur mit der Freistilstaffel das Finale und belegte den sechsten Platz. 1993 bei der Erstaustragung der Kurzbahnweltmeisterschaften in Palma de Mallorca gewann der Australier Philip Rogers über 100 Meter Brust vor Ron Dekker.

## Sprinteuropameisterschaften
Von 1991 bis 1994 wurde viermal Sprinteuropameisterschaften auf der 25-Meter-Bahn abgehalten. Danach wurden sie durch die Kurzbahneuropameisterschaften ersetzt. Ron Dekker nahm an allen vier Austragungen teil und gewann jedes Mal Silber über 50 Meter Brust. Über 100 Meter Lagen wurde er 1991 in Gelsenkirchen Zweiter. 1993 in Gateshead siegte Dekker über 100 Meter Lagen.